# Goodwill Games 1990/Handball
Bei den Goodwill Games 1990 wurde ein Handballturnier von acht Nationalmannschaften der Männer ausgetragen. Es fand vom 22. bis 27. Juli 1990 im Seattle Center Coliseum in Seattle in den Vereinigten Staaten statt. Sieger wurde wie schon 1986 die sowjetische Männer-Handballnationalmannschaft.

## Turnierverlauf

### Gruppe A
Legende
| Pl. | Land        | Sp. | S | U | N | Tore    | Diff. | Punkte |
| --- | ----------- | --- | - | - | - | ------- | ----- | ------ |
| 1.  | Jugoslawien | 3   | 3 | 0 | 0 | 067:590 | +8    | 6      |
| 2.  | Spanien     | 3   | 2 | 0 | 1 | 069:650 | +4    | 4      |
| 3.  | Island      | 3   | 1 | 0 | 2 | 063:540 | +9    | 2      |
| 4.  | Südkorea    | 3   | 0 | 0 | 3 | 060:810 | −21   | 0      |

Anmk.: Bei Punktgleichheit entschied der direkte Vergleich, dann das Torverhältnis.
| 22. Juli 1990 | Spanien                       | 28:23   | Südkorea                    | Seattle Center Coliseum, Seattle |
| 22. Juli 1990 | meiste Tore: José Villaldea 6 | (17:12) | meiste Tore: Kim Jae-hwan 9 | Seattle Center Coliseum, Seattle |
| 22. Juli 1990 | Spielbericht                  |         |                             | Seattle Center Coliseum, Seattle |

| 22. Juli 1990 | Jugoslawien                 | 18:17 | Island                                           | Seattle Center Coliseum, Seattle |
| 22. Juli 1990 | meiste Tore: Patrik Ćavar 5 | (8:5) | meiste Tore: Olavsson, Sigurðsson, Jónasson je 4 | Seattle Center Coliseum, Seattle |
| 22. Juli 1990 | Spielbericht                |       |                                                  | Seattle Center Coliseum, Seattle |

| 23. Juli 1990 | Spanien                    | 20:19  | Island                        | Seattle Center Coliseum, Seattle |
| 23. Juli 1990 | meiste Tore: Enric Masip 7 | (6:11) | meiste Tore: Héðinn Gilsson 4 | Seattle Center Coliseum, Seattle |
| 23. Juli 1990 | Spielbericht               |        |                               | Seattle Center Coliseum, Seattle |

| 23. Juli 1990 | Jugoslawien | 26:21   | Südkorea                     | Seattle Center Coliseum, Seattle |
| 23. Juli 1990 |             | (12:15) | meiste Tore: Kim Jae-hwan 11 | Seattle Center Coliseum, Seattle |
| 23. Juli 1990 |             |         |                              | Seattle Center Coliseum, Seattle |

| 24. Juli 1990 | Island                                           | 27:16   | Südkorea                    | Seattle Center Coliseum, Seattle |
| 24. Juli 1990 | meiste Tore: Ármannsson, Grímsson, Jónasson je 4 | (11:10) | meiste Tore: Kim Jae-hwan 6 | Seattle Center Coliseum, Seattle |
| 24. Juli 1990 | Spielbericht                                     |         |                             | Seattle Center Coliseum, Seattle |

| 24. Juli 1990 | Jugoslawien                  | 23:21  | Spanien                       | Seattle Center Coliseum, Seattle |
| 24. Juli 1990 | meiste Tore: Igor Butulija 7 | (13:9) | meiste Tore: Javier Cabanas 6 | Seattle Center Coliseum, Seattle |
| 24. Juli 1990 | Spielbericht                 |        |                               | Seattle Center Coliseum, Seattle |

### Gruppe B
Legende
| Pl. | Land               | Sp. | S | U | N | Tore    | Diff. | Punkte |
| --- | ------------------ | --- | - | - | - | ------- | ----- | ------ |
| 1.  | Sowjetunion        | 3   | 3 | 0 | 0 | 095:530 | +42   | 6      |
| 2.  | Vereinigte Staaten | 3   | 1 | 1 | 1 | 059:750 | −16   | 3      |
| 3.  | Tschechoslowakei   | 3   | 0 | 2 | 1 | 063:700 | −7    | 2      |
| 4.  | Japan              | 3   | 0 | 1 | 2 | 066:850 | −19   | 1      |

Anmk.: Bei Punktgleichheit entschied der direkte Vergleich, dann das Torverhältnis.
| 22. Juli 1990 | Tschechoslowakei | 25:25 | Japan | Seattle Center Coliseum, Seattle |
| 22. Juli 1990 |                  |       |       | Seattle Center Coliseum, Seattle |
| 22. Juli 1990 |                  |       |       | Seattle Center Coliseum, Seattle |

| 22. Juli 1990 | Sowjetunion | 33:16 | Vereinigte Staaten | Seattle Center Coliseum, Seattle |
| 22. Juli 1990 |             |       |                    | Seattle Center Coliseum, Seattle |
| 22. Juli 1990 |             |       |                    | Seattle Center Coliseum, Seattle |

| 23. Juli 1990 | Vereinigte Staaten | 20:20 | Tschechoslowakei | Seattle Center Coliseum, Seattle |
| 23. Juli 1990 |                    |       |                  | Seattle Center Coliseum, Seattle |
| 23. Juli 1990 |                    |       |                  | Seattle Center Coliseum, Seattle |

| 23. Juli 1990 | Sowjetunion | 37:19 | Japan | Seattle Center Coliseum, Seattle |
| 23. Juli 1990 |             |       |       | Seattle Center Coliseum, Seattle |
| 23. Juli 1990 |             |       |       | Seattle Center Coliseum, Seattle |

| 24. Juli 1990 | Sowjetunion | 25:18 | Tschechoslowakei | Seattle Center Coliseum, Seattle |
| 24. Juli 1990 |             |       |                  | Seattle Center Coliseum, Seattle |
| 24. Juli 1990 |             |       |                  | Seattle Center Coliseum, Seattle |

| 24. Juli 1990 | Vereinigte Staaten | 23:22 | Japan | Seattle Center Coliseum, Seattle |
| 24. Juli 1990 |                    |       |       | Seattle Center Coliseum, Seattle |
| 24. Juli 1990 |                    |       |       | Seattle Center Coliseum, Seattle |

### Halbfinale
| 26. Juli 1990 | Sowjetunion                      | 29:20   | Spanien                    | Seattle Center Coliseum, Seattle |
| 26. Juli 1990 | meiste Tore: Andrei Tjumenzew 10 | (12:10) | meiste Tore: Enric Masip 4 | Seattle Center Coliseum, Seattle |
| 26. Juli 1990 | Spielbericht                     |         |                            | Seattle Center Coliseum, Seattle |

| 26. Juli 1990 | Jugoslawien | 21:18 | Vereinigte Staaten | Seattle Center Coliseum, Seattle |
| 26. Juli 1990 |             |       |                    | Seattle Center Coliseum, Seattle |
| 26. Juli 1990 |             |       |                    | Seattle Center Coliseum, Seattle |

### Spiel um Platz 7
| 27. Juli 1990 | Japan  | 26:19 | Südkorea | Seattle Center Coliseum, Seattle |
| 27. Juli 1990 | (12:9) |       |          | Seattle Center Coliseum, Seattle |
| 27. Juli 1990 |        |       |          | Seattle Center Coliseum, Seattle |

### Spiel um Platz 5
| 27. Juli 1990 | Island                          | 24:23  | Tschechoslowakei              | Seattle Center Coliseum, Seattle |
| 27. Juli 1990 | meiste Tore: Óskar Ármannsson 9 | (9:11) | meiste Tore: Libor Sovadina 6 | Seattle Center Coliseum, Seattle |
| 27. Juli 1990 | Spielbericht                    |        |                               | Seattle Center Coliseum, Seattle |

### Spiel um Platz 3
| 27. Juli 1990 | Spanien                        | 24:19  | Vereinigte Staaten         | Seattle Center Coliseum, Seattle |
| 27. Juli 1990 | meiste Tore: vier Spieler je 4 | (13:8) | meiste Tore: Terje Vatne 6 | Seattle Center Coliseum, Seattle |
| 27. Juli 1990 | Spielbericht                   |        |                            | Seattle Center Coliseum, Seattle |

### Finale
| 27. Juli 1990 | Sowjetunion                  | 29:27 n. V.      | Jugoslawien                  | Seattle Center Coliseum, Seattle |
| 27. Juli 1990 | meiste Tore: Waleri Gopin 10 | (14:11), (25:25) | meiste Tore: Igor Butulija 8 | Seattle Center Coliseum, Seattle |
| 27. Juli 1990 | Video                        |                  |                              | Seattle Center Coliseum, Seattle |

## Platzierungen
| Rang | Mannschaft         | Kader |
| ---- | ------------------ | --- |
| 1    | Sowjetunion        | Waleri Gopin, Juri Nesterow, Konstantin Scharowarow, Wjatscheslaw Atawin, Andrei Tjumenzew, Alexander Tutschkin, Andrei Lawrow, Andrei Xepkin, Wassili Kudinow, Jurij Hawrylow, Michail Jakimowitsch, Igor Kustow, Oleg Kisseljow, Talant Dujshebaev. Trainer: Anatolyj Ewtuschenko.                             |
| 2    | Jugoslawien        | Goran Stojanović, Nikola Adžić, Siniša Prokić, Nenad Kljaić, Darko Đorđić, Dragan Škrbić, Aleksandar Knežević, Nedeljko Jovanović, Dalibor Brajdić, Igor Butulija, Bruno Gudelj, Patrik Ćavar, Nenad Peruničić, Dejan Perić. Trainer: Jezdimir Stanković                                                         |
| 3    | Spanien            | Jaume Fort, Javier Cabanas, Ricardo Marín, Javier Reino, Iñaki Ordoñez, José Villaldea, Enric Masip, Iñaki Urdangarin, Fernando Barbeito, Eugenio Serrano Gispert, Lorenzo Rico, Luis García López, Aleix Franch, Ángel Hermida, Manuel Gutiérrez Correa. Trainer: Javier García Cuesta.                         |
| 4    | Vereinigte Staaten | Marc Stanton, Mike Hurdle, Tom Fitzgerald, Herman Estmond, Terje Vatne, Craig Fitschen, Matt Ryan, John Keller, Darrick Heath, Bryant Johnson, Michael Sullivan, Richard Oleksyk, Bill Kessler, Myles McPartland. Trainer: Vojtěch Mareš.                                                                        |
| 5    | Island             | Birgir Sigurðsson, Jakob Sigurðsson, Bjarki Sigurðsson, Valdimar Grímsson, Gunnar Gunnarsson, Óskar Ármannsson, Konráð Olavsson, Héðinn Gilsson, Geir Sveinsson, Guðmundur Hrafnkelsson, Guðjón Árnason, Magnús Sigurðsson, Júlíus Jónasson, Páll Guðnason, Hrafn Margeirsson. Trainer: Þorbergur Aðalsteinsson. |
| 6    | Tschechoslowakei   | (unvollständig) Libor Sovadina, Csaba Szücs, Ján Sedláček, Martin Šetlík, Martin Lipták, Roman Bečvář, Zdeněk Vaněk, Rudolf Osička, Ľubomír Švajlen, Petr Baumruk. Trainer: Jiří Vícha. |
| 7    | Japan              | (unvollständig) Tsuyoshi Yamamura, Kenji Tamamura, Toshiyuki Yamamura. |
| 8    | Südkorea           | Lee Dong-hyun, Kim Jae-hwan, Cho Bum-yun, Lim Jin-suk, Cho Young-shi, Lee Sang-sub, Suh In-soo, Cho Chi-hyo, Lee Hak-myun, Choi Suk-jae, Moon Byung-wook, Shim Chae-hong, Lee Ki-ho. Trainer: Kim Kap-kyung. |